# Amt Neu Zauche

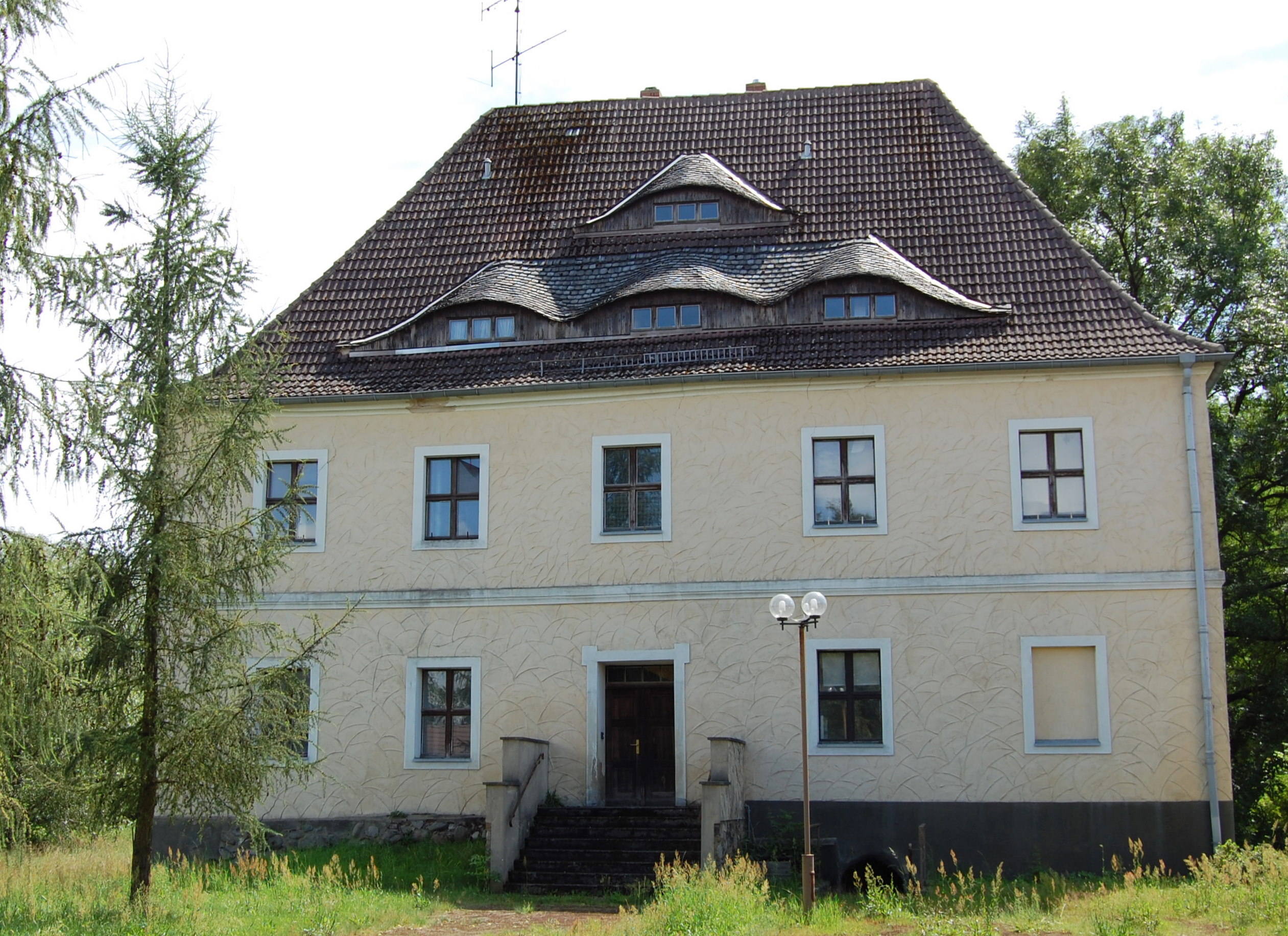
Gutshaus Neu Zauche

Das Amt Neu Zauche, vor 1674 Herrschaft Neu Zauche, in älteren Dokumenten meist nur Herrschaft Zauche genannt (aber nicht zu verwechseln mit der Herrschaft Zauche beim früheren Breslau (Schlesien)), war eine kleine Adelsherrschaft mit Sitz in Neu Zauche (Landkreis Dahme-Spreewald (Land Brandenburg)). Sie wird Anfang des 14. Jahrhunderts urkundlich fassbar. Nach mehrfachem Besitzerwechsel wurde sie 1674 zwangsversteigert und wurde für 30.000 Taler vom damaligen Landesherrn der Niederlausitz Herzog Christian I. von Sachsen-Merseburg erworben, der sie in ein landesherrliches Amt umwandelte. Das Amt Neu Zauche wurde zusammen mit dem Amt Lübben in Lübben verwaltet, jedoch stets getrennt geführt. Das Amt Neu Zauche war spätestens bis 1811 nur noch Rentamt Neu Zauche; das heißt der Amtmann betrieb keine Eigenwirtschaft mehr, sondern zog nur noch die Abgaben ein. Schon Ende des 18. Jahrhunderts war Amt Lübben verbunden, später mit dem Rentamt Lübben (als Rentamt Lübben-Neu Zauche). Ab etwa 1845 fiele der Zusatz Neu Zauche weg und das Amt hieß nur noch Rentamt Lübben. Das (Rent-)Amt Lübben wurde 1874 aufgelöst.

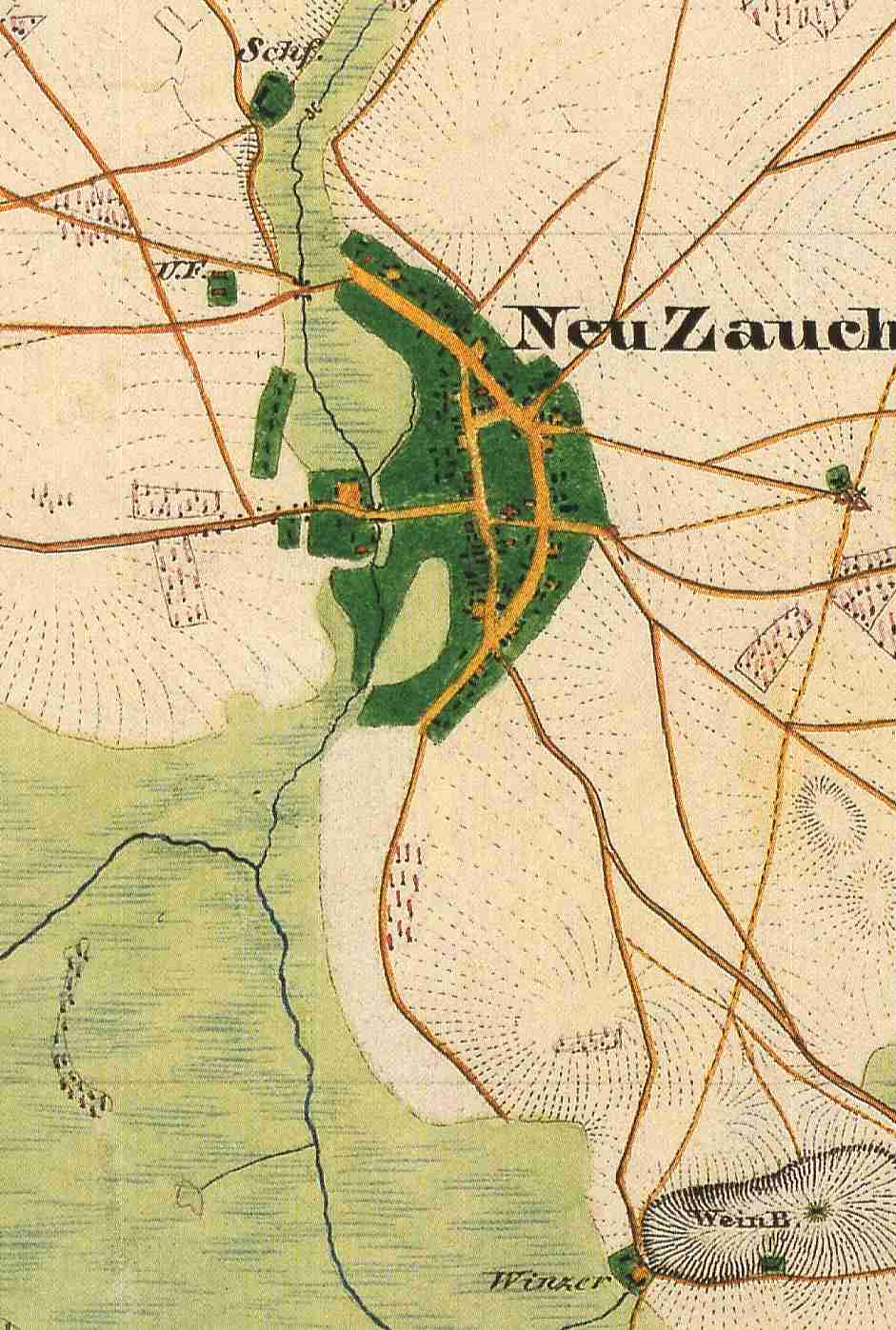
Neu Zauche auf dem Urmesstischblatt 4050 Straupitz von 1846 mit Schäferei, Unterförsterei, Windmühlen und Winzerhaus

## Lage
Die ehemalige Herrschaft bzw. Amt bzw. Rentamt lag damals im Krumspreeischen Kreis der Niederlausitz. Das nicht zusammen hängende ehemalige Amtsgebiet liegt heute im Landkreis Dahme-Spreewald in Brandenburg.

## Geschichte
Nach Götz Freiherr von Houwald sind die Orte Alt Zauche und Neu Zauche nach dem Geschlecht der von der Zauche benannt worden, und nicht umgekehrt, wie Rudolf Lehmann annimmt. Er führt aus, dass die Bedeutung des slawischen Namens Zauche = wasserarmes, trockenes Land nun gerade nicht auf die von zahlreichen Wasserarmen der Spree durchzogenen Feldmarken der beiden Zauche-Orte zutrifft. Auch bewahrte die sicher ältere Siedlung Alt Zauche noch bis in das Spätmittelalter hinein ihren alten slawischen Namen Stara Njewa (= Alte Neue). Demnach wäre das Geschlecht von der Zauche im 12./13. Jahrhundert aus der Landschaft Zauche in den Spreewald gekommen und hätte dort den Ort Neu Zauche, die deutsche Siedlung mit dem Rittersitz begründet und dem Ort den Namen gegeben, während der Ort Alt Zauche schon bestand und erst allmählich im Verlauf des Spätmittelalters Alt Zauche genannt wurde. Eine weitere mutmaßliche Gründung dieses Geschlechts ist Zauche im früheren Kreis Luckau, heute ein Gemeindeteil der Gemeinde Kasel-Golzig im Landkreis Dahme-Spreewald. Urkundliche Belege für diese Annahme gibt es nicht, da das Geschlecht von der Zauche in Verbindung mit der Herrschaft Zauche erst 1347 erstmals urkundlich genannt wird. Dagegen ist das Geschlecht in der Niederlausitz schon Ende des 12. Jahrhunderts belegt.

### 14. und 15. Jahrhundert
Am 22. Februar 1347 erhielten Hans, Fritz, Rudolph und Berchd, die Söhne des Hentze von der Zuche von Ludwig I., „dem Brandenburger“, dem Markgrafen von Brandenburg und der Lausitz den Lehnsbrief über den Hof zu der Zuche mit allem Zubehör, so die Dörfer Zuche (= Neu Zauche), Wozwirch (= Wußwerk), die Alte Niewe (= Alt Zauche), Kamenig (= Caminchen) und Sacrow sowie den Wald, der zu Neu Zauche gehörte und der bis an den rechten Arm der Spree reichte, und den Werder Weledstow (= Welletau) wie es bereits Hentze von der Zuche besessen hatte. Die weitere Besitzgeschichte ist zunächst nicht belegt.
1420 besaßen die Brüder Konrad, Joachim, Johann, Dietrich und Heinrich von Ihlow ein Viertel der Herrschaft Neu Zauche, laut Lehnsbrief vom 25. April 1420. 1422 war ein Hans von der Zauche (wieder) der Besitzer der kleinen Herrschaft. Er verpflichtete sich zur (militärischen) Hilfe für Erzbischof Günther (II.) von Magdeburg, den Kaiser Sigismund zum Schirmherrn der Lausitz bestimmt hatte. Auch 1425 war Hans von der Zauche noch Besitzer der Herrschaft. 1439 liehen sechs Brüder von der Zauche, Heinrich, Hans, Friedrich, Titze, Günther und Caspar dem brandenburgischen Markgrafen Friedrich II. 300 rheinische Gulden. Da er sie den Brüdern von der Zauche nicht zurückzahlen konnte, übernahmen die Brüder Albrecht und Heinze von Kracht die Rückzahlung der 300 Gulden. 1439 verkauften die sechs Brüder von der Zauche die Herrschaft Zauche an den (späteren) markbrandenburgischen Kanzler Heinze von Kracht. Dieser wurde am 7. Oktober 1439 mit Neu Zauche, Wußwerk, Alt Zauche, Radensdorf, Caminchen, Sacro, Waldow, Briesen und Goyatz belehnt. Heinze von Kracht bestimmte 1454 das Dorf Strega nördlich von Forst (heute Strzegów (Gubin) in Polen) zum Leibgedinge seiner Frau Anna. Heinze von Kracht scheint die Herrschaft Zauche bald darauf wieder verkauft zu haben, denn 1477 war sie bereits im Besitz des Hans von Clumen (Chlumen oder Klumen), der in diesem Jahr Landvogtverweser in der Niederlausitz war. 1480 erscheint Hans von Clumen in der Herrenkurie der niederlausitzischen Ständeversammlung. 1484 wohnten Hans von Clumen, seine Ehefrau Beate und seine Söhne Hans, Georg und Siegmund auf dem Rittersitz in Neu Zauche. In diesem Jahr verpfändeten sie das Dorf Goyatz auf Wiederkauf an die Brüder Bernthe, Liborius, Hans und Erasmus von Beuden (Bewdin) auf Lamsfeld.

### 16. und 17. Jahrhundert
Im Jahre 1500 stellte Siegmund von Chlomme eine Bestätigung aus, dass er dem Rat zu Lübben und dem Altaristen Valentin Gast am Altar Annunciatae in der Hauptkirche zu Luckau 50 Gulden schulde. Vermutlich war es auch dieser Siegmund, der 1505 die Herrschaft Neu Zauche dem Werner von der Schulenburg verkaufte. In dieser Urkunde wird das Gut Neu Zauche erstmals als Herrschaft bezeichnet. Im selben Jahr konnte Werner von der Schulenburg auch noch die Herrschaft Lübbenau in der Niederlausitz erwerben. Werner starb 1515; den umfangreichen Besitz erbten seine beiden Söhne Jacob (I.) und Reichard/Richard (I.). 1519 erwarben die Brüder von der Schulenburg auch noch die Herrschaft Lieberose zu ihrem niederlausitzischen Besitz hinzu. 1527 wurden sie unter den vielen anderen vom Vater erworbenen Gütern auch mit der Herrschaft Neu Zauche belehnt. Anscheinend übernahm Jacob die Herrschaften Lübbenau und Neu Zauche, Reichard die Herrschaft Lieberose. Jacob I. starb vermutlich 1541, denn am 25. November 1541 erhielt sein Sohn Georg V. die väterlichen Güter zu Lehen, bestehend aus Stadt und Schloss Lübbenau mit Stoßdorf (heute devastiert bei Luckau), Stennewitz, Kleeden, Zerkwitz, Krimnitz, Ragow, Hindenberg, Boblitz, Raddusch, Kahnsdorf, Naundorf, Lehde, Leipe, Koßwig, Groß Klessow, Lugk, Schönfeld, Boschwitz (devastiertes Vorwerk) und Siegadel, und Schloss Neu Zauche mit Wußwerk, Alt Zauche, Radensdorf, Briesen, Sacrow, Waldow, Goyatz und Caminchen. Am 12. April 1543 verschrieb Georg seiner Frau Elisabeth Pflugin (von Pflugk) Schloss und Gut Neu Zauche zum Leibgedinge. Für den Fall ihrer Wiederheirat sollte sie von seinem Lehnsnachfolger mit 8000 Gulden abgefunden werden. Georg starb 1560 ohne Leibeserben und sein Besitz fiel an seinen Vetter Joachim II. von der Schulenburg, den Sohn Richards I. Joachim II., auch „der Reiche“ genannt, galt als einer der reichsten Männer Deutschlands. 1565 erhielt er das Vorkaufsrecht auf die Herrschaft Straupitz, die damals noch im Besitz der Burggrafen von Dohna war. Das Vorkaufsrecht auf die Herrschaft Straupitz konnte er 1578 tatsächlich nutzen und die Herrschaft erwerben. In Mecklenburg-Vorpommern gehörten ihm außerdem die Herrschaften Löcknitz und Penkun. 1592 (oder doch erst 1600 unter seinem Sohn Richard?) folgte dann noch der Erwerb des Rittergutes Trebitz der von Zabeltitz, ein Afterlehen des Klosters Neuzelle. Joachim II. starb 1594; ihm folgte sein Sohn Richard III. Der Besitz war aber stark verschuldet, so dass Richard das abgelegene Gut Löcknitz verkaufte und 1597 dafür die sog. Zicko(i)schen Güter (Niewisch, Pieskow und Speichrow) für 11.200 Taler kaufte. Die sog. Zicko(i)schen Güter hatte Siegmund von Zieckau 1577 vom Kloster Neuzelle gekauft. Gegen ein Darlehen von 10.000 Talern erhielt Richard III. vom brandenburgischen Kurfürsten Johann Georg auch die Anwartschaft auf die sog. Lamsfeldschen Güter (Lamsfeld, Jessern, Jamlitz und Staakow). 1597 erwarb er schließlich noch von Georg und Heinrich von Miehlen das Gut Terpt und von der Stadt Luckau Korn- und Haferpächte in Hindenberg. Am 25. November 1600 starb Richard III. von der Schulenburg überraschend auf der Jagd in Pieskow.
Den für die damaligen Zeiten riesigen Besitz erbte dessen Sohn Joachim VII., der am 27. Februar 1601 den Lehnbrief für alle vom Vater ererbten Güter in der Niederlausitz empfing. Ihm gehörte außerdem noch ein Anteil an Beetzendorf, den bald darauf verkaufte. Um die Schulden zu drücken, verkaufte er 1615 die Herrschaft Straupitz um 75.000 Taler an den Obersteuereinnehmer und Landgerichtsassessor Georg von Wallwitz. Schloss und Rittergut Penkun verkaufte im selben Jahr an den Landrat Henning von der Osten. 1619 starb Joachim VII. von der Schulenburg. Zunächst übernahm seine Witwe die Güter. Die Schulden waren bei weitem noch nicht beglichen, so dass sich die Gläubiger die Herrschaften Lübbenau und Neu-Zauche abtreten ließen. Die Herrschaft Lübbenau kaufte 1621 Elisabeth von Distelmaier, die Witwe des Johann Casimir zu Lynar; die Herrschaft Lübbenau kam somit in den Besitz der Familie zu Lynar. Am 28. Februar 1623 ging die Herrschaft Neu Zauche mit den Dörfern Wußwerk, Alt Zauche, Radensdorf, Briesen, Sacro, Waldow, Caminchen und Goyatz an den Landesältesten der Niederlausitz Jobst von Bredow. Neben der Herrschaft Neu Zauche hatte er auch noch das Gut Groß Lübbenau von 13.000 Talern gekauft und hatte es zum selben Preis an Ulrich von Woltersdorf auf Bornsdorf weiterverkauft. Ihm gehörte auch die Herrschaft Rheinsberg im Land Ruppin. Er war mit Katharina von Arnim verheiratet. Jobst von Bredow starb am 26. Februar 1626, sein figürliches Epitaph steht in der Kirche in Neu Zauche.
Erbe der Herrschaft Neu Zauche war Jobst’ Sohn Achim von Bredow, der 1630 den Lehnsbrief über die Herrschaft Neu Zauche erhielt. Miterbin war aber auch die Frau des Jobst und Mutter des Achim, Katharina von Arnim. Jobst von Bredow war den Schulenburgschen Gläubigern einen Teil des Kaufpreises von Groß Lübbenau schuldig geblieben. Daraufhin hielten sich die Gläubiger an Ulrich von Woltersdorf, der wiederum von den von Bredowschen Erben den Kaufpreis zurückverlangte. Die Bredowschen Erben konnten aber den ausstehenden Restbetrag von 6.600 Talern nicht aufbringen und verpfändeten darum die Herrschaft Neu Zauche an Ulrich von Wolfersdorf. 1643 musste Achim ein Darlehen von 1000 Talern bei der Anna Margarethe von Promnitz geb. Freiin von Putbus aufnehmen, um der drohenden Exekution durch die Gläubiger zu entgehen. Doch auch das reichte nicht aus, um die Schulden in den Griff zu bekommen. 1651 verkaufte er die Herrschaft Neu Zauche für 42.000 Taler an seinen Schwager Ulrich von Wolfersdorf; er war mit dessen Schwester verheiratet. Er behielt sich jedoch ein Wiederkaufsrecht für Alt Zauche und Briesen vor; der (Wieder-)Kaufpreis sollte 7.500 Taler betragen. Außerdem überließ Ulrich von Wolfersdorf dem Achim von Bredow seinen von den Brüdern von Stutterheim erworbenen Anteil an der Herrschaft Golßen. Achim von Bredow war mit Anna Catharina von Wolfersdorf verheiratet, der Tochter des Ulrich von Wolfersdorf, also im Grunde doppelt mit ihm verschwägert. 1661 kam es zwischen den beiden trotzdem zum Streit, der zunächst vor dem Oberamt in Lübben, dann über das Landgericht zu Lübben bis schließlich auf dem Kammergericht in Berlin ausgetragen wurde. Anlass des Streits war der Tod der Schwester des Achim von Bredow und Frau des Ulrich von Wolfersdorf. Achims Schwester hatte aus dem Verkauf der Herrschaft Neu Zauche einen stattlichen Betrag als Erbteil bekommen. Die Ehe war ohne Kinder geblieben, und deshalb forderte Achim von Bredow einen Teil des Erbes zurück. Ulrich von Wolfersdorf hatte aber das Erbe seiner Frau vollständig für sich behalten. Schließlich bewilligte Ulrich von Wulfersdorf seinem Schwager und Schwiegersohn Achim von Bredow 4.000 Taler, die jedoch nur ein Anteil an der Herrschaft Neu Zauche waren und gegen den üblichen Zinssatz verzinst wurden. Außerdem wollte er dem Sohn des Achim, seinem Enkel, der auf die Universität gehen wollte, zwei Jahre lang je 100 Gulden ausbezahlen. Er verpfändete dem Achim außerdem die Dörfer Briesen und Radensdorf wegen der Forderungen seiner Tochter, Achims Frau in Höhe von 2840 Gulden und 60 Gulden. Die Herrschaft Neu Zauche musste er insgesamt als Pfand einsetzen für eine weitere Kapitalschuld von 8.500 Talern. 1661 hatte ihm sein Schwager Joachim Friedrich von Burgsdorf 2000 Taler geliehen; dafür musste er ihm das Dorf Goyatz für sechs Jahre verpfänden.
Am 8. September 1665 starb Oberstleutnant Ulrich von Wolfersdorf. Am 17. September 1666 erhielten seine Söhne Jan Ulrich und sein Stiefbruder Ulrich Gottfried den Lehnsbrief für die ererbten Güter. In der brüderlichen Teilung des Erbes fielen die Bornsdorfschen Güter an Jan Ulrich und die Herrschaft Neu Zauche an Ulrich Gottfried. Dieser studierte zunächst in Wittenberg, war anschließend in dänischen Kriegsdiensten und wurde schließlich 1692 als Oberwachtmeister bezeichnet. Trotz der üblichen Bezeichnung Herrschaft Neu Zauche hatte deren Besitzer nach der Landtagsordnung von 1669 keinen Sitz in der Herrenkurie der niederlausitzischen Ständeversammlung, sondern war „nur“ in der Ritterkurie vertreten. 1674 wurde die Herrschaft Neu Zauche zwangsversteigert und gelangte für 30.000 Taler an den damaligen Landesherrn Herzog Christian I. von Sachsen-Merseburg. Die Herrschaft Neu Zauche hatte 9000 Taler Schatzung.

### Das Amt Neu Zauche
Herzog Christian I. wandelte die Herrschaft in ein Amt um. Dieses Amt scheint zunächst verpachtet worden zu sein. Der Pächter Christian Ehrenreich Kotten klagte 1695, dass die Amtsgebäude durchweg in schlechtem Zustand waren. Auf ihn folgte 1699 der Vorbesitzer der Herrschaft Neu Zauche, Ulrich Gottfried von Wolfersdorf. Der Pachtvertrag lief zunächst über neuneinhalb Jahre. Der Pächter hatte 20.000 Gulden Kaution zu stellen, und die jährliche Pacht betrug 2.100 Gulden. Ulrich Gottfried von Wolfersdorf erhielt den Titel eines Amtshauptmanns. Anscheinend wurde der Pachtvertrag auch noch verlängert. 1718 wollte von Wolfersdorf sein Pachtrecht an Hans Christoph von Löben abtreten, doch das Amt Neu Zauche wurde 1718 an Albrecht Schenk Freiherr von Landsberg für 25.000 Taler verpfändet. Die Verpfändung galt solange, bis eine Schuld der Rentkammer der Regierung von Herzog Moritz Wilhelm von 50.000 Talern abgetragen war. Um 1725 war Abraham Schimkönig Pächter des Amtes Neu Zauche. Um 1800 war Johann Gottlob Wachs Amtmann des Amtes Neu Zauche. Er kaufte um diese Zeit das Schlossgrundstück. Er baute das Lübbener Schloss um und erhöhte es um ein Stockwerk. Er kaufte vier Bauernwirtschaften auf und hatte so schließlich einen Besitz von 700 Morgen. Er richtete eine Brennerei und eine Brauerei ein. Dies war besonders lukrativ, da alle Krüge im Amt, mit Ausnahme der Erbkrüge, ihr Bier von der Wachsschen Brauerei beziehen mussten. 1880 fiel der Brauzwang bzw. Bierzwang und die Brauerei und Brennerei der Wachschen Familie musste eingestellt werden. Vermutlich wurden bis 1810 auch die Vorwerke des Amtes verpachtet oder verkauft, denn ab etwa 1811 wird das Amt Neu Zauche als Rentamt bezeichnet, d. h. das Amt bzw. der Amtmann bewirtschaftete die Vorwerke nicht mehr selbst, sondern war nur noch für die Einziehung der Renten zuständig.

## Zugehörige Orte
Zum Amt bzw. Rentamt Neu Zauche gehörten um 1790 bzw. 1820 folgende Orte und Wohnplätze
- Alt Zauche (1790, 1820: Dorf)
- Alt Zaucher Unterförsterei (1844: Försterei Schützenhaus)(heute Wohnplatz Forsthaus Schützenhaus im Ortsteil Alt Zauche der Gemeinde Alt Zauche-Wußwerk)
- Alt Zaucher Mühlen (1790: eine Wassermühle im Eigentum des Müllers, 1820: Wasser- und Windmühle) (heute Wohnplatz Alt Zaucher Mühle)
- Briesen (heute Briesensee) (1790: Dorf, Vorwerk und Schäferei, 1820: Dorf und Vorwerk)
- Burglehn (1820: Vorwerk zu Alt Zauche)
- Caminchen (1790: Dorf, Forsthaus, 1820: Dorf)
- Caminchener Pechofen (1790: Pechofen ist vererbpachtet, 1820: Pechofen) (heute Wohnplatz Pechhütte im Ortsteil Caminchen)
- Goyatz (1790, 1820: Dorf)
- Neu Zauche (1790: herrschaftliches Schloss mit der Schäferei und Vorwerk, Wassermühle und Windmühle waren in Erbpacht, Schenke in Erbpacht, 1820: Dorf)
- Neu Zaucher Försterei (1820: Försterwohnung) (heute Gebäudekomplex Lübbener Straße 20)
- Neu Zaucher Mühlen (1820: eine Wasser- und zwei Windmühlen). Die Wassermühle konnte bisher nicht sicher lokalisiert werden, vermutlich Schloßstr. 1 oder 2. Die zwei Windmühlen standen östlich außerhalb des Ortes am Ende des Mühlenweges. Um 1910 stand nur noch eine Windmühle.
- Neu Zaucher Weinbergshaus (1820: einzelnes Haus) (heute Wohnplatz Weinberg)
- Neu Zaucher Schäferei (1820: Schäferei)(heute Caminchener Weg 2)
- Radensdorf (1790: Dorf, hier befindet sich auch eine Windmühle, deren Pacht aber an den Vorwerkspächter geht, 1820: Dorf)
- Sacrow (1790: Dorf, hat ein herrschaftliches Vorwerk, 1820: Dorf und Vorwerk)
- Waldow (1790: Dorf, Schenke, herrschaftliches Vorwerk mit Schäferei und Hammelstall, 1820: Dorf und Vorwerk)
- Waldower Mühle (1790: Mahl- und Schneidemühle, 1820: Wassermühle) (Gebäudekomplex Waldower Dorfstraße 18)
- Wußwerk (1790, 1820: Wußwergk Dorf)

## Amtsleute und Pächter
Das Amt Neu Zauche war in der Anfangszeit meist verpachtet, wurde später durch einen Amtmann verwaltet.
- 1694 David Flynn, Amtmann zu Neu Zauche[12]
- vor 1699 Christian Ehrenreich Kotten, Pächter
- 1699–1718 Ulrich Gottfried von Wolfersdorf, Amtshauptmann
- 1718 Albrecht Schenk Freiherr von Landsmann, Pächter
- 1725 Abraham Schimkönig
- um 1800 Johann Gottlob Wachs, Amtmann
- 1818 vacat[13]
- 1821 (Lübben mit Neuzauche) Lessing, Rent-Beamter Amtsrat[14]
- 1824 (Lübben mit Neuzauche) Lessing, Rent-Beamter Amtsrat[15]
- 1832 (Lübben und Neuzauche) Köthe zu Lübben[16]
- 1843 (Lübben und Neuzauche) Wentzel zu Lübben[16]
- 1846 (Lübben und Neuzauche) Wentzel[17]
- 1851 Ahlemann (nur Lübben genannt)[9]
- 1854 Ultsch, Rentmeister[18]
- 1864 Ultsch, Domainen-Rentmeister[19]

Bereits in der Topographisch-statistischen Uebersicht des Regierungs-Bezirks Frankfurt a. d. O. von 1844 wird das Rent-Amt Neu Zauche nicht mehr erwähnt. Die um 1820 zugehörigen Orte werden nun zum Rentamt Lübben gerechnet. Dagegen verschwindet das Rentamt Neu Zauche im Handbuch Hof und Staat bzw. im Staatskalender erst zwischen 1846 und 1851.